# Antonina Alexandrowna Kymytwal
Antonina Alexandrowna Kymytwal, geboren Rul-Tyne, (russisch Антонина Александровна Кымытваль; * 22. April 1938 im Dorf Muchomornoje, Rajon Anadyr, Autonomer Kreis der Tschuktschen; † 28. Oktober 2015 in Abinsk, Region Krasnodar) war eine sowjetische bzw. russische Dichterin und Übersetzerin tschuktschischer Herkunft.

## Leben
Kymytwal stammte aus der Rentierzüchterfamilie Rul-Tyne. Als acht Monate nach ihrer Geburt ihr Zwillingsbruder starb, hörte ihre Mutter auf, sie zu ernähren, um die Krankheitsgeister nicht zu verärgern. Die Großmutter nahm das Mädchen auf und fütterte es mit Rentiermilch. Zur Verwirrung der Geister wurde der Familienname Kymytwal (= Wurm) angenommen. Als ihr Geburtstag war am Tag ihrer Einschulung der 22. April, entsprechend dem Geburtstag Lenins, festgestellt worden.
Kymytwal verlor früh ihre Eltern und wuchs in einem Internat auf. Sie las viel und liebte Michail Lermontow, Alexander Fadejew, Anton Tschechow und Wladimir Tan-Bogoras.
Mit zehn Jahren begann Kymytwal Gedichte zu schreiben. Sie besuchte 1954–1958 die Pädagogik-Schule in Anadyr. Aus dieser Schule kamen auch der Schriftsteller Juri Rytcheu, die Dichterin Soja Nenljumkina und der Dichter Juri Anko. Wiktor Keulkut veröffentlichte in dieser Zeit seine Gedichte in Anadyr.
Nach dem Schulabschluss arbeitete Kymytwal in der mobilen Schule und dem Kulturzentrum Krasnaja Jaranga in Ust-Belaja. Neben ihrer Lehrertätigkeit war sie auch Komsomolfunktionärin und Krankenschwester und lernte Schießen, Fischen und Jagen. Ihre Gedichte erschienen in der Zeitschrift Dalni Wostok (Ferner Osten), im Almanach Na Sewere Dalnem (Im Fernen Norden) und in den regionalen Zeitungen. In der Ust-Belaja-Tundra lernte sie das Leben und die Sprache ihrer Vorfahren kennen und schrieb unermüdlich die Legenden und Märchen der Volkserzähler auf.
Im Juni 1957 kam Kymytwal mit einem tschuktschisch-eskimoischen Ensemble nach Moskau zu den VI. Weltfestspielen der Jugend und Studenten. Für den Tanz der Kraniche und ihr Lied über die Freundschaft wurde sie mit einer Silbermedaille ausgezeichnet.
Kymytwal begann 1960 das Studium an der Parteihochschule Chabarowsk, nach deren Abschluss sie als Vizeredakteurin der Zeitung Sowjetskaja Tschukotka arbeitete. 1961 wurde sie Mitglied des Schriftstellerverbands der UdSSR. Ihr erstes Buch mit Liedern des Herzens in tschuktschischer Sprache erschien 1960 in Magadan. Die russische Ausgabe  folgte 1962. Sie studierte in Moskau 1966–1967 in den Literarischen Kursen des Maxim-Gorki-Literaturinstituts. Ihr zweiter Gedichtband mit russischer Übersetzung von Wladimir Sergejew kam 1969 heraus. Ihre Bücher mit Gedichten für Kinder wurden seit 1968 gedruckt. Für das Magadaner Puppentheater schrieb sie Stücke nach tschuktschischen Märchen. Sie übersetzte Werke von Hans Christian Andersen, Wilhelm Hauff, Iwan Franko, Agnija Barto, Konstantin Uschinski u. a. ins Tschuktschische. Ihre Gedichte wurden in Frankreich, Deutschland, Japan und in Ländern Afrikas und Asiens veröffentlicht.
Nach Kymytwals Gedicht Oktjabr (Oktober) komponierte Dawid Tuchmanow das gleichnamige Lied, das 1978 Sofija Rotaru am 7. November zum Jahrestag der Oktoberrevolution vortrug. Das Lied war in Rotarus Musikalbum 1979 und 1982 enthalten und wurde häufig im Rundfunk und Fernsehen gespielt.
Kymytwal war mit dem Kandidaten der Wirtschaftswissenschaften Witali Ignatjewitsch Sadorin verheiratet und hatte die Töchter Ljubow (* 1963) und Anastassija (Biologin). 1972 hatte  die Familie vier verwaiste Neffen aufgenommen.
Kymytwal verließ ab 2010 nicht mehr das Haus, erlitt 2012 ihren ersten Schlaganfall und starb am 28. Oktober 2015 in Abinsk im Haus ihrer Tochter.

## Ehrungen, Preise
- Ehrenzeichen der Sowjetunion
- Medaille „Für heldenmütige Arbeit“
- H.-C.-Andersen-Ehrendiplom des internationalen Kinderbuchrats der UNESCO (1990)